# Andrew Fowler (svømmer)
Andrew Fowler (født 9. december 1995) er en guyanesisk svømmer.
I 2021 repræsenterede han sit land på 100 meter fri under sommer-OL 2020 i Tokyo og kom på 67. pladsen med tiden 55,23 i det indledende heat og kvalificerede sig ikke til semifinalen.